# Condemned 2: Bloodshot
Cet article possède un paronyme, voir Bloodshot.
Condemned 2: Bloodshot, ou simplement Condemned 2  est un jeu vidéo de type survival horror développé par Monolith Productions et édité par Sega pour les consoles PlayStation 3 et Xbox 360. Il est sorti en Amérique du Nord le 11 mars 2008 et le 4 avril 2008 en Europe. Il est la suite de Condemned: Criminal Origins.

## Trame
Le tueur en série X (surnommé SKX) est encore bien vivant et laisse derrière lui une piste ensanglantée. Ethan Thomas est de retour, il fut un ancien enquêteur de police de la Serial Crime Unit (SCU) chargée d'enquêter sur les crimes violents. À présent que son passé refait surface, il ne lui reste plus qu'à essayer de retrouver la raison afin d'aider son ancienne unité à découvrir la cause de ce mal qui ronge la ville. Les anciens collègues d'Ethan Thomas ne le portent pas vraiment dans leurs cœurs, mais Ethan Thomas est leur dernier recours, et les choses ne font qu'empirer en ville.
Avec l'aide de quelques amis travaillant toujours pour le bureau de la SCU, Ethan doit user de tout ce qui lui tombe sous la main pour lutter contre l'horreur qui envahit la ville et tenter de trouver des indices qui lui permettront de mettre un terme à cette folie, avant qu'il ne soit trop tard.

## Accueil
- Gamekult : 7/10[1]
- Jeuxvideo.com : 14/20[2]